# 1428 en santé et médecine
| Années de la santé et de la médecine : 1425 - 1426 - 1427 - 1428 - 1429 - 1430 - 1431    |
| Décennies de la santé et de la médecine : 1390 - 1400 - 1410 - 1420 - 1430 - 1440 - 1450 |

Cet article présente les faits marquants de l'année 1428 en santé et médecine.

## Événements
- Les apothicaires de Londres sont incorporés à la Worshipful Company of Grocers (en), qui rassemble déjà les marchands de poivre et d'épices (pepperers and spicers[1]).
- Refondation à Florence, grâce à un legs de Simone Buonarotta, ancêtre de Michel-Ange, d'un hôpital appartenant à la Compagnia di Santa Maria della Croce al Tempio (it)[2].
- Fondation à Leyde, en Hollande, d'un hôpital destiné à l'accueil de « pauvres femmes malades » et placé sous le patronage de sainte Élisabeth[3].
- Fondation de l'hôpital d'Orgon, en Provence, par Elzéar de Mouriès[4].
- Fermeture d'une léproserie fondée avant 1291 dans le village de Choseley (en), près de Docking, entre Fakenham et King's Lynn dans le comté de Norfolk en Angleterre[5].

## Publication
- Velasco de Taranta (pt), médecin portugais, licencié à Montpellier, professeur à Bordeaux, familier de la cour de Foix, termine la rédaction de sa Chirurgia, où il s'attache « à réhabiliter le rôle des sages-femmes auprès des médecins[6] ».

## Naissance
- Nicolas Léonicène (mort en 1524), médecin et humaniste italien, professeur à Ferrare, en Émilie[7].

## Décès
- Abraham de Yanna (né à une date inconnue), chirurgien à Fribourg, de 1423 à sa mort[8].
- Laurent Gomech (né à une date inconnue), médecin portugais, actif depuis 1407 au plus tard[6].